# Viols durant la libération de la France
Les viols au cours de la libération de la France sont documentés à la fois pendant et après l'avancée des forces armées des États-Unis à travers la France contre l'Allemagne nazie dans les étapes ultérieures de la Seconde Guerre mondiale.

## Contexte

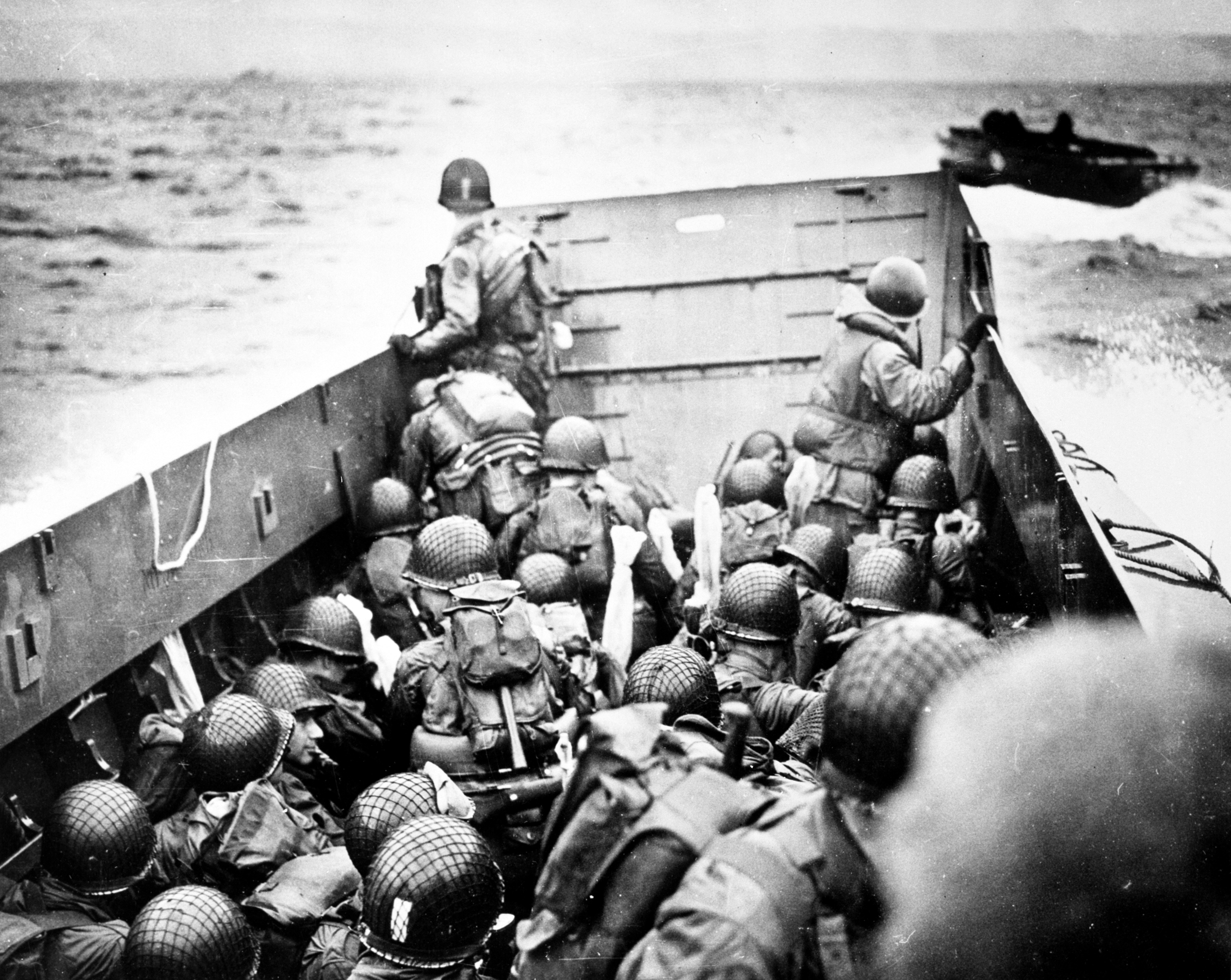
Troupes à bord d'une barge de débarquement, face à Omaha Beach, Normandie. 6 juin 1944.

La libération de la Normandie en juin et une seconde phase dans le sud en août, ont mobilisé près de trois millions de soldats qui débarquent en France en 1944.
Après la guerre, le rapatriement et la démobilisation des troupes ont pris du temps. Même en 1946, il y a encore environ 1,5 million d'hommes de troupe en Europe. Le logement et la gestion des milliers de soldats qui attendent l'embarquement pour rentrer chez eux pose des difficultés. De plus, selon le commandement américain, à l’automne 1944, près de 10 000 GI déserteurs se trouvent sur le territoire.

## La population et les viols
À la fin de l'été 1944, peu après l'invasion de la Normandie, des femmes de Normandie commencent à se plaindre de viols commis par des soldats américains. S'il s'agit de faits minoritaires, des centaines de cas sont malgré tout rapportés. Des viols et des crimes ont lieu là où les GI sont stationnés, comme en Normandie, à Reims, Brest. La présence de la culture du viol chez les GI est favorisée par la propagande militaire à travers des journaux comme Stars and Stripes, et par des comptes rendus de presse qui décrivent la France comme un pays peuplé de femmes faciles et à la moralité douteuse, un « immense bordel habité par 40 millions d'hédonistes » selon les termes du magazine Life.
En 1945, après la fin de la guerre en Europe, Le Havre est rempli de soldats américains en attente d'être rapatriés dans leurs pays. Des habitants écrivent au maire que certaines femmes ont été « attaquées, violées » et qu'il s'agit « d'un régime de terreur imposé par des bandits en uniforme ». Un propriétaire de café du Havre témoigne : « Nous nous attendions à des amis qui ne nous feraient pas honte de notre défaite, au lieu de cela, il y eut seulement l'incompréhension, les mauvaises manières et l'arrogance des conquérants ». Un tel comportement est aussi constaté à Cherbourg. Un résident déclare qu'« avec les Allemands, les hommes devaient se camoufler. Mais avec les Américains, nous avons dû cacher les femmes ».

## Statistiques
Selon l'historien américain Robert Lilly, il y aurait eu 3 500 viols commis par des soldats américains en France entre juin 1944 et la fin de la guerre. Le nombre de viols est difficile à établir car de nombreuses victimes de viol n'ont jamais rapporté les faits auprès de la police.
Les troupes américaines engagées ont commis 208 viols et une trentaine de meurtres dans le département de la Manche. Pour le seul mois de juin 1944, en Normandie, 175 soldats américains sont accusés de viol.

## Condamnations
Du fait du nombre important de cas de viols recensés et de la dégradation de l'image des soldats américains en France, le commandement américain juge entre le 14 juin 1944 et le 19 juin 1945, 68 cas de viol ordinaire concernant 75 victimes. Au moins 50 % des soldats-violeurs sont ivres au moment de leur crime.
Des 116 soldats qui passent en cour martiale en France pour viol, 67 sont condamnés à des peines d’emprisonnement à perpétuité. Au sein de ce groupe, 81 % sont noirs et 19 % blancs.
En France, 34 soldats furent exécutés pour crimes commis contre des citoyens français ou des réfugiés. Sur ce nombre 21 (67 %) le furent pour viol, et parmi ceux-ci, 18 (86 %) étaient noirs, 3 (14 %) étaient blancs.
En tout, 49 soldats sont condamnés à la peine de mort pour viol, mais plus de la moitié voient leur peine réduite à l’emprisonnement à perpétuité. Les tribunaux militaires condamnent les soldats afro-américains à des peines plus sévères que les soldats américains blancs. Certains militaires coupables sont exécutés, comme dans l'affaire Clarence Whitfield, condamné à mort par pendaison le 20 juin 1944 à Canisy par la cour martiale. L'armée américaine exécute ainsi 29 soldats pour viol dont 25 Afro-Américains, et les autorités militaires américaines invitent les victimes à assister à la pendaison des coupables.
L'US Army qui débarque en France est une armée ségrégationniste. Les Noirs ne peuvent pas occuper des positions de combat. Ils sont cantonnés aux services, à l'approvisionnement dans les bases de Cherbourg, du Havre, de Caen. Ils ont donc davantage de contacts avec la population civile. Si l'on compare le nombre de viols commis par des militaires américains au Royaume-Uni avant le débarquement, et en France après le débarquement, les statistiques sont sans commune mesure, et mettent en évidence un problème spécifique. Du fait des combats et du mouvement constant des armées, l’encadrement des troupes en France était moins efficace et moins étroit qu’en Angleterre où, malgré les obstacles, il leur était malgré tout possible d’établir des relations sentimentales durables. En France, la brutalisation engendrée par l’expérience même de la guerre, l’abondance de boissons fortement alcoolisées et le port d’armes de combat contribuent à faire des femmes françaises des proies relativement vulnérables aux agressions sexuelles.
Selon le journaliste Laurent Joffrin, « Les tribunaux militaires américains ont eu une fâcheuse tendance à sévir surtout contre les soldats noirs et à traiter avec beaucoup plus de légèreté les mêmes faits quand ils étaient imputés à des soldats blancs ». L'armée américaine est à l'époque une institution raciste qui utilise les Noirs comme boucs émissaires pour préserver son image en France. Les Français, qui n'ont parfois jamais vu un Noir auparavant, réagissent selon les « pires clichés coloniaux du sauvage hypersexué » et pendant l'été 1944, parmi les accusations portées, 40 % d'entre elles se révèlent infondées.
Il existe en Normandie des tombes de jeunes filles qui portent l'inscription « Tuée par les Noirs », et au moins une tombe du mari d'une femme violée avec l'inscription « Tué par les Noirs », celle de Louis Guérin, à Quibou.

## Historiographie
Pour les historiens Robert Lilly et François Le Roy, ces viols « comptent parmi les crimes et actes de violence les plus odieux que commirent les troupes alliées sur la population civile qu’elles avaient mission de libérer ». Commis dans 80 % des cas en groupe entre copains de régiment (ou « buddies »), ils restent cependant des viols de guerre, organisés par un contexte social où « les normes sociales avaient temporairement cessé d’exister ». En particulier, l'armée américaine a proposé à ses soldats, depuis 1917, une image stéréotypée et érotisée de la France, tout en refusant régulièrement d'avoir recours à un système réglementé de prostitution, par crainte que l'information ne s'ébruite dans le public américain et n'entame l'image des soldats.
Robert Lilly et François Le Roy estiment que ces viols restent, en 2002, une « réalité passée sous silence aux États-Unis où la Seconde Guerre mondiale et ses combattants font l’objet d’un culte patriotique ».
L'historienne Mary Louise Roberts dans son livre "Des G.I. et des femmes", estime qu'en octobre 1944, les autorités militaires américaines ont jugé 152 soldats pour le viol de femmes françaises,.
Ces faits ont aussi été décrits par l'écrivain Louis Guilloux dans "OK, Joe !", qui relate son expérience en Bretagne comme interprète auprès des tribunaux militaires de l'armée américaine lors de la Libération.